# Klokočevac
Klokočevac (kyrillisch: Клокочевац) ist ein Dorf in der Gemeinde Majdanpek und im Bezirk Bor im Osten Serbiens.

## Einwohner
Die Volkszählung 2002 (Eigennennung) ergab, dass 711 Menschen im Dorf leben.
Weitere Volkszählungen:
- 1948: 1.454
- 1953: 1.472
- 1961: 1.422
- 1971: 1.244
- 1981: 1.132
- 1991: 880